# Astrid Ivask
Astrid Ivask (ur. 7 sierpnia 1926, zm. 24 marca 2015) – łotewsko-amerykańska poetka.

## Życiorys
Astrīde Helēna Hartmanis urodziła się w Rydze. Jej rodzice to generał Mārtiņš Hartmanis i Irma Marija Hartmanis. Jej brat Juris Hartmanis był informatykiem. Po rozpoczęciu sowieckiej okupacji Łotwy w 1940 roku generał Hartmanis został uwięziony przez władze sowieckie i stracony w 1941 roku. Jego rodzina dowiedziała się o jego losie dopiero po 1989 roku.
Astrid z matką i bratem wyjechała w 1944 roku z Łotwy do obozu dla uchodźców w Niemczech. Tam studiowała filologię klasyczną, romańską i słowiańską na Uniwersytecie w Marburgu. Studia magisterskie ukończyła w 1949 roku i w tym samym roku wyszła za mąż za estońskiego poetę Ivara Ivaska, który obronił tam doktorat z literatury i historii sztuki. Po ślubie przeprowadzili się do Stanów Zjednoczonych, gdzie Ivar Ivask podjął pracę w St. Olaf College w Minnesocie, a Astrid w latach 1950–1952 pracowała jako bibliotekarka i nauczycielka rosyjskiego i niemieckiego. W 1967 roku przeprowadzili się do Norman w Oklahomie, gdzie Ivar Ivask został profesorem języków współczesnych i literatury na Uniwersytecie Oklahomy. Równocześnie był redaktorem uniwersyteckiego czasopisma literackiego World Literature Today. Para gościła w swoim domu pisarzy i krytyków, między innymi Czesława Miłosza oraz uczestniczyła w życiu literackim. Astrid nie pracowała zawodowo, poświęcając się pisaniu. W 1991 roku para przeniosła się do Fountainstown w Irlandii. Zamieszkali tam w domu, który otrzymał nazwę Baltic. Ivar Ivask zmarł tam w 1992 roku. Astrid Ivask mieszkała w Irlandii do 2001 roku, gdy wróciła do Rygi po odzyskaniu skonfiskowanego w latach 40. XX wieku mienia. Od 1993 roku była członkiem łotewskiego PEN Clubu i Łotewskiego Związku Pisarzy.
W maju 2011 roku poetka przekazała Bibliotece Łotewskiej Akademii Nauk cenne dzieła z XVI i XVII wieku, a w 2016 roku jej spadkobiercy przekazali do tej samej biblioteki zbiór ponad 4500 książek i czasopism oraz liczące około 2000 pozycji archiwum zawierające rękopisy, listy i dokumenty.

## Twórczość
Pisała głównie w języku łotewskim, a utwory w języku angielskim powstały zazwyczaj jako upominki dla przyjaciół. Pierwszym zbiór poezji Ezera kristības (Chrzest jeziora) powstał w 1959 roku i został wydany w 1966 roku. Inne publikacje to: Ziemas tiesa (1968), Solis silos (1973), Līču loči (1981), At the Fallow’s Edge (1981), Gaisma ievainoja (1982). W 1990 roku ukazał się jej tomik w języku angielskim Oklahoma Poems. W 1987 roku ukazały się jej wiersze zebrane Wordings.
Inne utwory to: Pārsteigumi un atklājumi (1984) wiersze i opowiadania dla dzieci oraz poetyckie szkice podróżnicze Līču loči: Ainas un ainavas (1981) ilustrowane fotografiami Ivara Ivaska. Astrid znała kilka języków europejskich. Zajmowała się tłumaczeniem poezji z sześciu języków. Tłumaczyła utwory męża z estońskiego.

## Nagrody i wyróżnienia
- 1969 – nagroda Zinaidy Lazda za Ziemas tiesa[14]
- 1974 – nagroda Fundacji Kultury Światowego Stowarzyszenia Wolnych Łotyszy (Pasaules brīvo latviešu apvienībay) za Solis silos[13]
- 1984 – nagroda Fundacji Kārlisa Goppersa za Pārsteigumi un atklājumi[13]
- 1981 – za Licu loki nagrodę Jānisa Jaunsudrabiņša[6]
- nagroda Łotewskiego Związku Pisarzy za wkład w promocję kultury i literatury[13]

Została odznaczona łotewskim Orderem Trzech Gwiazd, estońskim Orderem Gwiazdy Białej.

## Upamiętnienie
- 17 maja 2016 roku w bibliotece Łotewskiej Akademii Nauk otwarto czytelnię imienia Ivara i Astrid Ivasków[15][16].
- W 2012 roku ukazała się książka Anity Rožkalne Lauva: Dzejniece Astrīde Ivaska[17].